# Dear Doctor
«Dear Doctor» —en español: «Querido doctor»— es una canción de la banda británica de rock The Rolling Stones que aparece en su álbum Beggars Banquet de 1968.

## Historia
Escrita por Mick Jagger y Keith Richards, «Dear Doctor» es una canción country con inflexiones de blues. Es un buen ejemplo de las composiciones basadas en guitarra acústica, que le ha generado a Beggars Banquet su reputación como el "retorno a la forma" de los Stones. 
La canción cuenta la historia de un joven que descubre que su novia lo ha abandonado el día en que deben casarse, para su alivio. 
Bill Janovitz dice en su reseña de la canción: "Con todos los instrumentos acústicos: guitarra, piano, guitarra de doce cuerdas, armónica, pandereta y contrabajo ... la banda suena auténticamente antigua y primitiva, con Mick Jagger empleando un falso acento norteamericano que continuaría utilizando en futuras canciones de blues y country a lo largo de la carrera de los Stones".
Janovitz concluye: "Puede que Jagger haya estado bromeando un poco, pero no podría predecir el lenguaje de los personajes con tanta precisión si no los hubiera estudiado de cerca como fanático de la música ... En cierto sentido, han sido musicólogos, interpretando estilos musicales que estaban en peligro de morir. La calidad cruda de «Dear Doctor» y el resto del álbum fue un sonido acogedor para los oídos de la mayoría de los fans de los Stones, que habían perdido la paciencia con su experimentación en Their Satanic Majesties Request".
Sobre los experimentos de la banda con la música country, en 2003 Jagger dijo: "Las canciones country, como «Factory Girl» o «Dear Doctor» en Beggars Banquet, eran realmente pastiche. De todos modos hay sentido del humor en la música country , una forma de ver la vida de una manera humorística - y creo que sólo estábamos reconociendo ese elemento de la música".
«Dear Doctor» fue grabado en los Olympic Studios de Londres entre el 13 y el 21 de mayo de 1968. A pesar de su aparición en uno de los álbumes más conocidos de la banda, nunca fue interpretada en vivo. Aparece en el álbum recopilatorio Slow Rollers (1981).

## Personal
Acreditados:
- Mick Jagger: voz
- Keith Richards: guitarra acústica, coros
- Brian Jones: armónica
- Bill Wyman: bajo
- Charlie Watts: percusión
- Nicky Hopkins: tack piano
- Dave Mason: guitarra acústica